# Do Somethin'
Do Somethin' is na My Prerogative en Chris Cox' Megamix de derde en laatste single van het album Greatest Hits: My Prerogative, van Britney Spears.
Het nummer is geschreven door Christian Karlsson en Henrik Jonback, en geproduceerd door Bloodshy & Avant, die ook verantwoordelijk waren voor haar hit "Toxic".
De videoclip is door Britney Spears zelf geregisseerd. Hierbij werd ze bijgestaan door Billie Woodruff.
| Do Somethin' in de Nederlandse Top 40 | Do Somethin' in de Nederlandse Top 40 | Do Somethin' in de Nederlandse Top 40 | Do Somethin' in de Nederlandse Top 40 | Do Somethin' in de Nederlandse Top 40 | Do Somethin' in de Nederlandse Top 40 | Do Somethin' in de Nederlandse Top 40 | Do Somethin' in de Nederlandse Top 40 | Do Somethin' in de Nederlandse Top 40 |
| Week                                  | 1                                     | 2                                     | 3                                     | 4                                     | 5                                     | 6                                     | 7                                     | 8                                     |
| ------------------------------------- | ------------------------------------- | ------------------------------------- | ------------------------------------- | ------------------------------------- | ------------------------------------- | ------------------------------------- | ------------------------------------- | ------------------------------------- |
| Positie                               | 26                                    | 17                                    | 16                                    | 6                                     | 6                                     | 16                                    | 38                                    | uit                                   |

## Trivia
- Britney Spears heeft met Do somethin' haar regiedebuut gemaakt, onder de naam Mona Lisa.